# Politejsav
A politejsav (Polylactic acid, PLA) biológiai úton lebomló, hőre lágyuló műanyag, melyet növényekből állítanak elő. Elsősorban magas keményítőtartalmú gabonafélékből (kukorica, rizs, búza) lehet előállítani, tejsavas erjesztéssel és polikondenzációval, vagy pedig a dilaktid polimerizációjával (gyűrűfelnyitás).

## Tulajdonságai
A PLA kristályos szerkezetű, rideg polimer, ami miatt gyakran lágyítószert adagolnak hozzá. Mechanikai tulajdonságai: 60-65 MPa húzószilárdság, szakadási nyúlás 3-5%.

### Oldószerei
A PLA számos szerves oldószerben oldódik. Az etil-acetátot széles körben használják könnyű hozzáférhetősége és alacsony kockázata miatt. Hasznos a 3D nyomtatókban az extruderfejek tisztítására. További biztonságos oldószerek közé tartozik a propilén-karbonát, amely biztonságosabb, mint az etil-acetát, de nehéz kereskedelmi forgalomban beszerezni. A PLA forró benzolban, tetrahidrofuránban és dioxánban is oldódik.

## Felhasználása
Leggyakrabban eldobható, egyszer használatos tárgyakat készítenek belőle (evőeszköz, pohár), vagy egyéb hétköznapi használati tárgyakat (tálca, tál, virágcserép), de alkalmas például implantátumok készítéséhez is, valamint kompozit alapanyagként is szolgálhat. Alkalmas lehet a hagyományos kőolaj alapú (például polisztirol) habok kiváltására. Jelentős fejlesztések folynak a politejsavból készült szálasanyagok gyártására és felhasználására a textiliparban, ruházati, egészségügyi, lakástextil-anyagok és műszaki textíliák gyártására, mert ezek hulladéka biológiailag lebomlik.

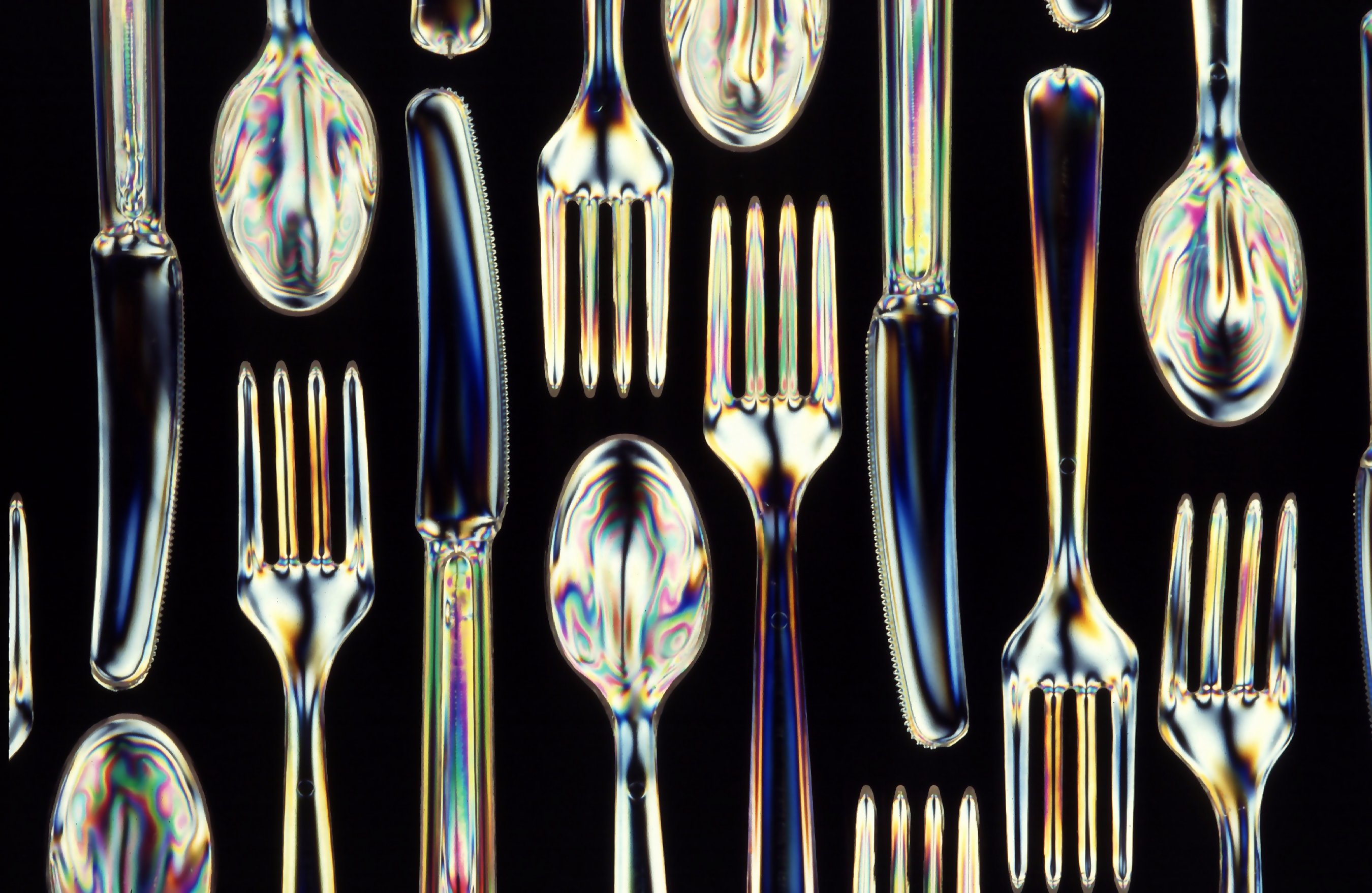
PLA evőeszközök
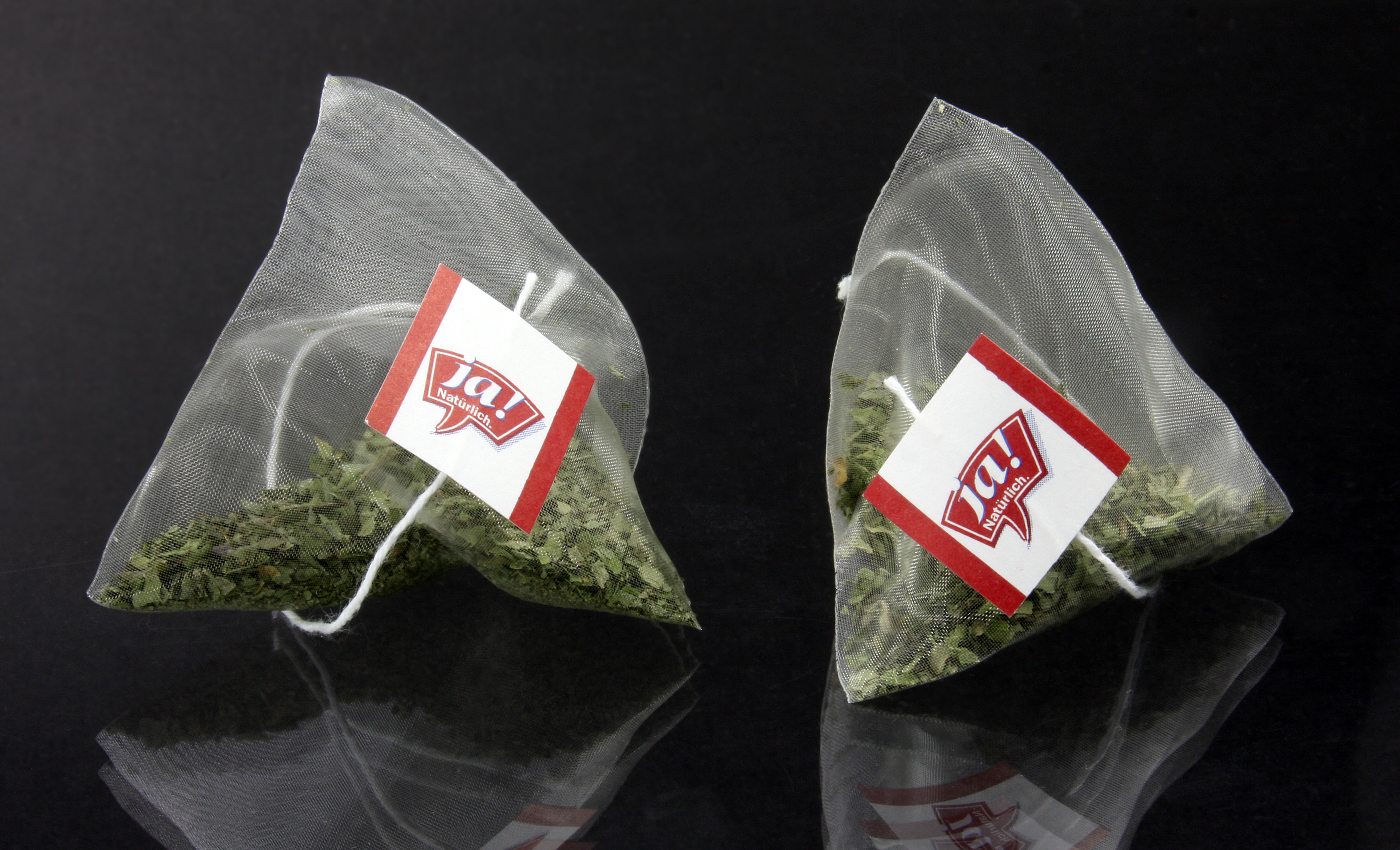
PLA alapú teafilter
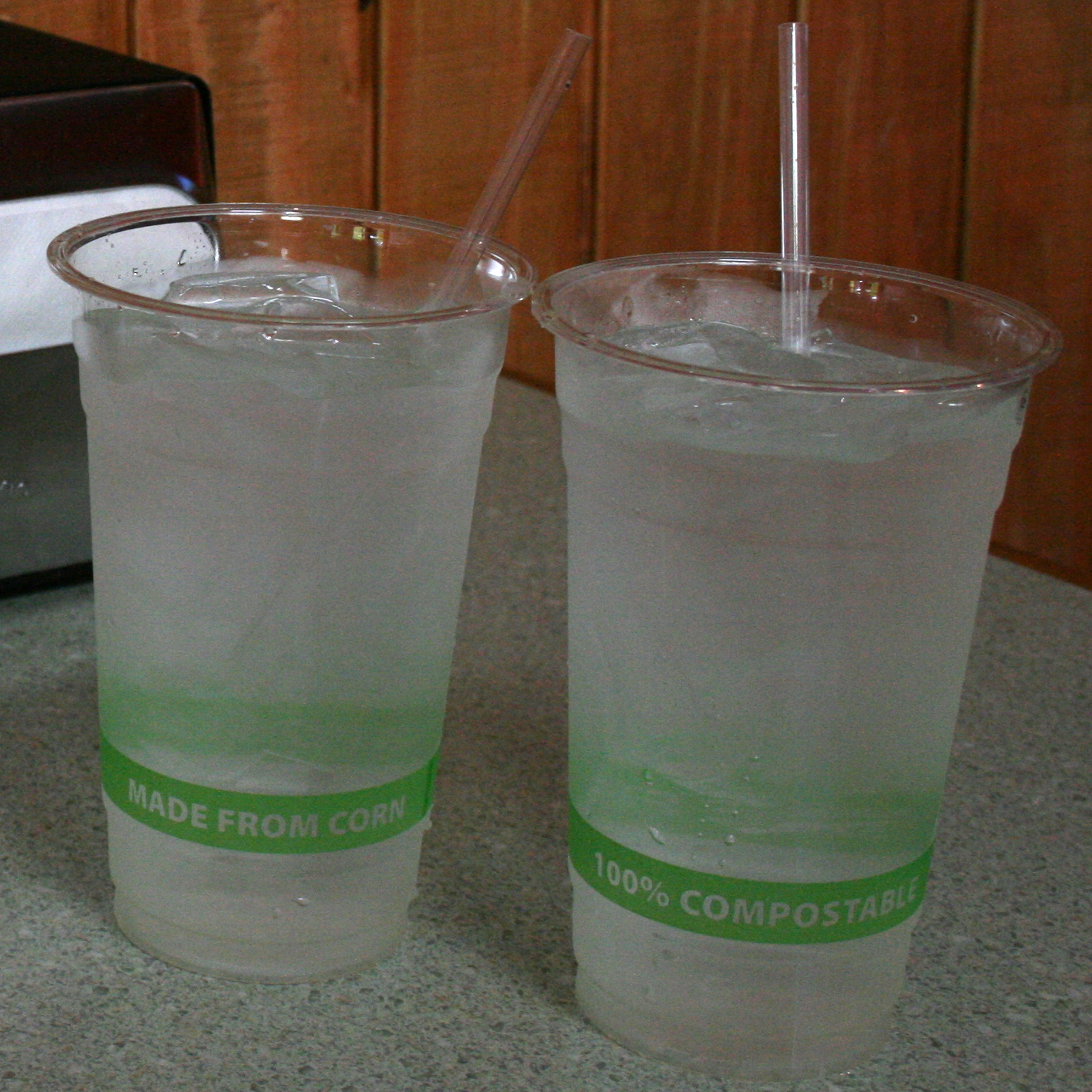
PLA alapú műanyag poharak
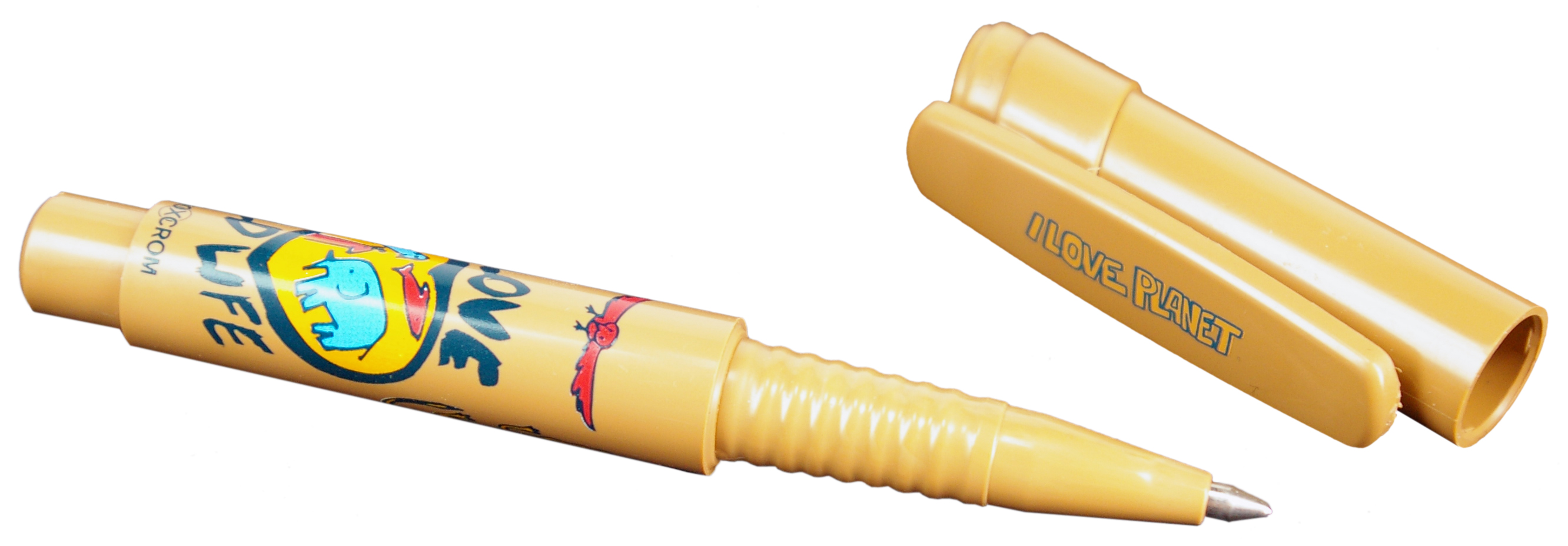
PLA alapú golyóstoll